# Glumsø
Glumsø – miasto w Danii, w regionie Zelandia, w gminie Næstved.